# 1950 au Manitoba
Chronologie du Manitoba
- 1946
- 1947
- 1948
- 1949
- 1950
- 1951
- 1952
- 1953
- 1954

Cette page concerne des événements d'actualité qui se sont produits durant l'année 1950 dans la province canadienne du Manitoba.

## Politique
- Premier ministre : Douglas Lloyd Campbell
- Chef de l'Opposition :
- Lieutenant-gouverneur : Roland Fairbairn McWilliams
- Législature :

## Naissances
- 23 avril : Reginald Joseph Leach (né à Riverton) est un joueur professionnel de hockey sur glace.

- 2 juin : Joanna Gleason est une actrice canadienne, née à Winnipeg.

- 23 juillet : Belinda Montgomery est une actrice canadienne, née à Winnipeg.